# Gymnasium Weierhof
Das Gymnasium Weierhof ist eine Privatschule mit angeschlossenem Internat, das sich im Weiler Weierhof, zugehörig zur Gemeinde Bolanden im Donnersbergkreis befindet. Ein Schulgeld wird nicht erhoben. Die Schule wird von etwa 857 Schülern besucht.

## Geschichte

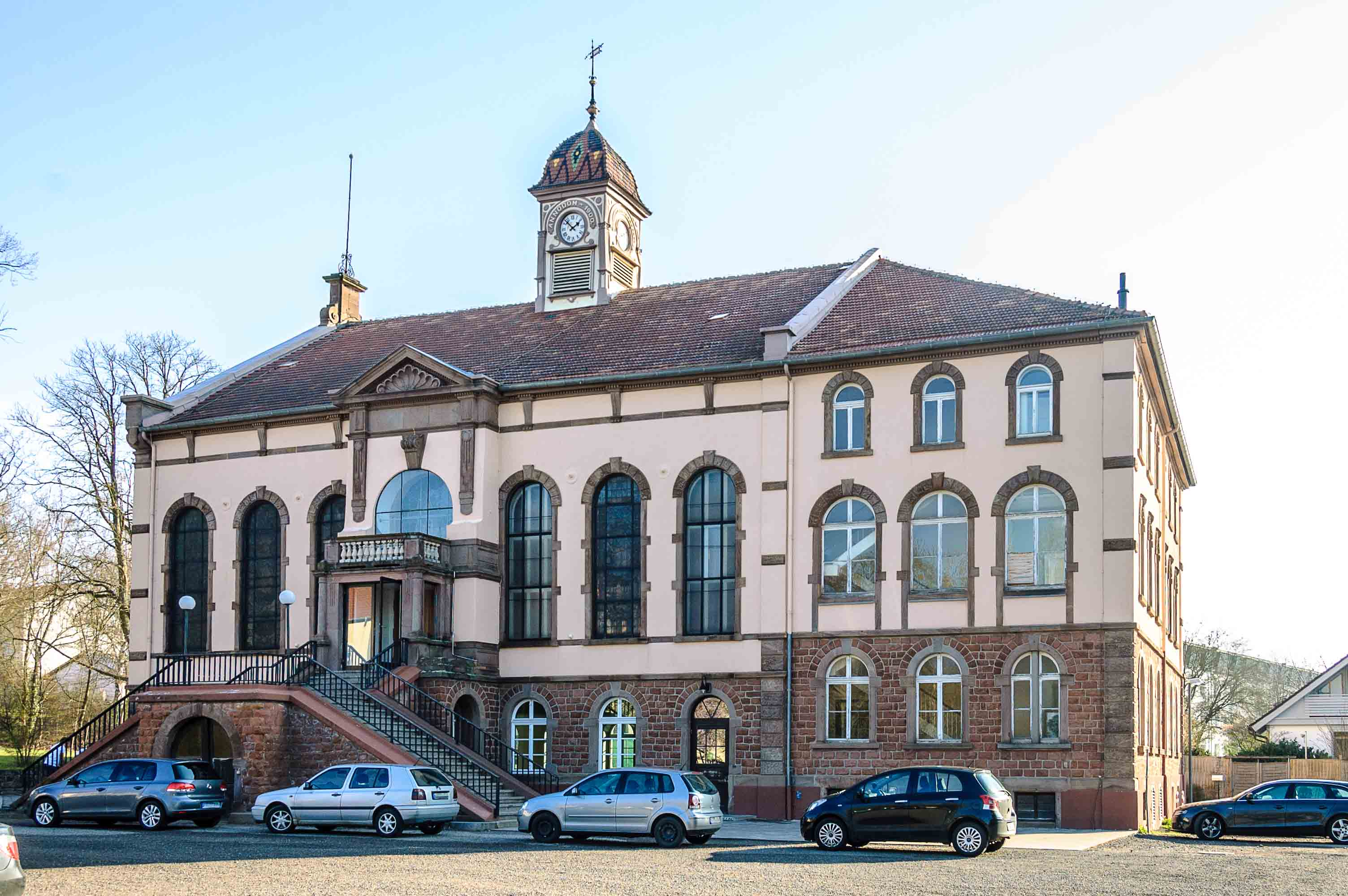
Die Aula des Gymnasiums Weierhof

Das Gymnasium Weierhof wurde 1867 vom mennonitischen Prediger Michael Löwenberg gegründet. Das markante Aulagebäude der Schule entstand im Jahr 1902.
1914 begannen die Arbeiten an einem neuen Schulgebäude, um naturwissenschaftliche Fächer unterrichten zu können. Aufgrund des zwischenzeitlich ausgebrochenen Krieges und der anschließenden schlechten Wirtschaftslage in der Weimarer Republik konnte das Schulgebäude erst 1928 bezogen werden. 1936 wurde die Schule auf politischen Druck hin verstaatlicht, von 1941 bis 1945 war sie eine Nationalpolitische Erziehungsanstalt.
Nach dem Krieg blieb die Schule lange Zeit geschlossen und diente als Kaserne. Erst 1959 konnte die Schule wieder eröffnet werden. 1970 wurde sie zur Ganztagsschule, was zur damaligen Zeit noch sehr ungewöhnlich war. 2012 entstanden zwei neue Flügel als Erweiterungsbau. Das Ganztagshaus beherbergt die Oberstufe mit Fachräumen, einem eigenen Aufenthaltsraum und einem Mehrzweckraum für Veranstaltungen. Im zweiten Neubau ist sowohl die Schulleitung, das Lehrer-Zimmer  als auch die Bibliothek untergebracht.

## Besonderheiten
Im Gymnasium Weierhof wird seit 2008 das Abitur in acht Jahren erworben. Das Gymnasium gehörte zu den ersten neun Schulen in Rheinland-Pfalz, die dies ermöglichten.
Die Schüler der Unter- und Mittelstufe haben in der Woche mehrere Lernzeiten, solche für Deutsch, Mathematik, erste und zweite Fremdsprache, sowie drei „ungebundene“. In den Lernzeiten für die Hauptfächer werden die Aufgaben des jeweiligen Fachlehrers bearbeitet. In den „ungebundenen“ Lernzeiten entscheiden die Schüler individuell über ihre Lerninhalte. Die Klassen werden in den Lernzeiten aufgeteilt, um eine intensivere Lernatmosphäre zu schaffen. Die Lernzeiten sollen hierbei die Hausaufgaben ersetzen, die aufgrund des Nachmittagsunterrichtes nicht anfallen sollten. Ab der Oberstufe wird dieses System durch Hausaufgaben, die zusätzlich zu dem Ganztagesunterricht aufgegeben werden, ersetzt.
In der fünften Klasse entscheiden sich die Schüler für Englisch oder Französisch. In der sechsten Klasse können die Englischschüler Französisch oder Latein wählen, die Französischschüler müssen Englisch nehmen. In der achten Klasse hat man die Auswahl zwischen Latein, Französisch, Spanisch, Japanisch, Naturwissenschaft oder Informatik. Seit dem Schuljahr 2015/16 gibt als weiteres Wahlpflichtfach Kultur zur Auswahl.
Die Schule betreibt regelmäßig Schüleraustausche mit ihren Partnerschulen in Frankreich, Spanien, Japan, China und Kanada.
Durch die verpflichtend ganztägige Unterrichtsform kann in den Mittagspausen eine Vielzahl an Arbeitsgemeinschaften (AG) angeboten werden. So verfügt die Schule über eine Theater-AG, eine seit über zwanzig Jahren bestehende Jugend-Forscht-AG, in welcher Schüler mit Hilfe der entsprechenden Fachlehrer ihr eigenes Wissenschaftsprojekt auf die Jugend-Forscht-Wettbewerbe vorbereiten und eine Technik AG, die sich um die Veranstaltungstechnik der Schule kümmert. Außerdem können Schüler z. B. an der Imkerei-AG, an der Koch-AG, der Voltigieren- oder der Windsurfer-AG teilnehmen.

## Ehemalige Lehrer und Schüler (Auswahl)

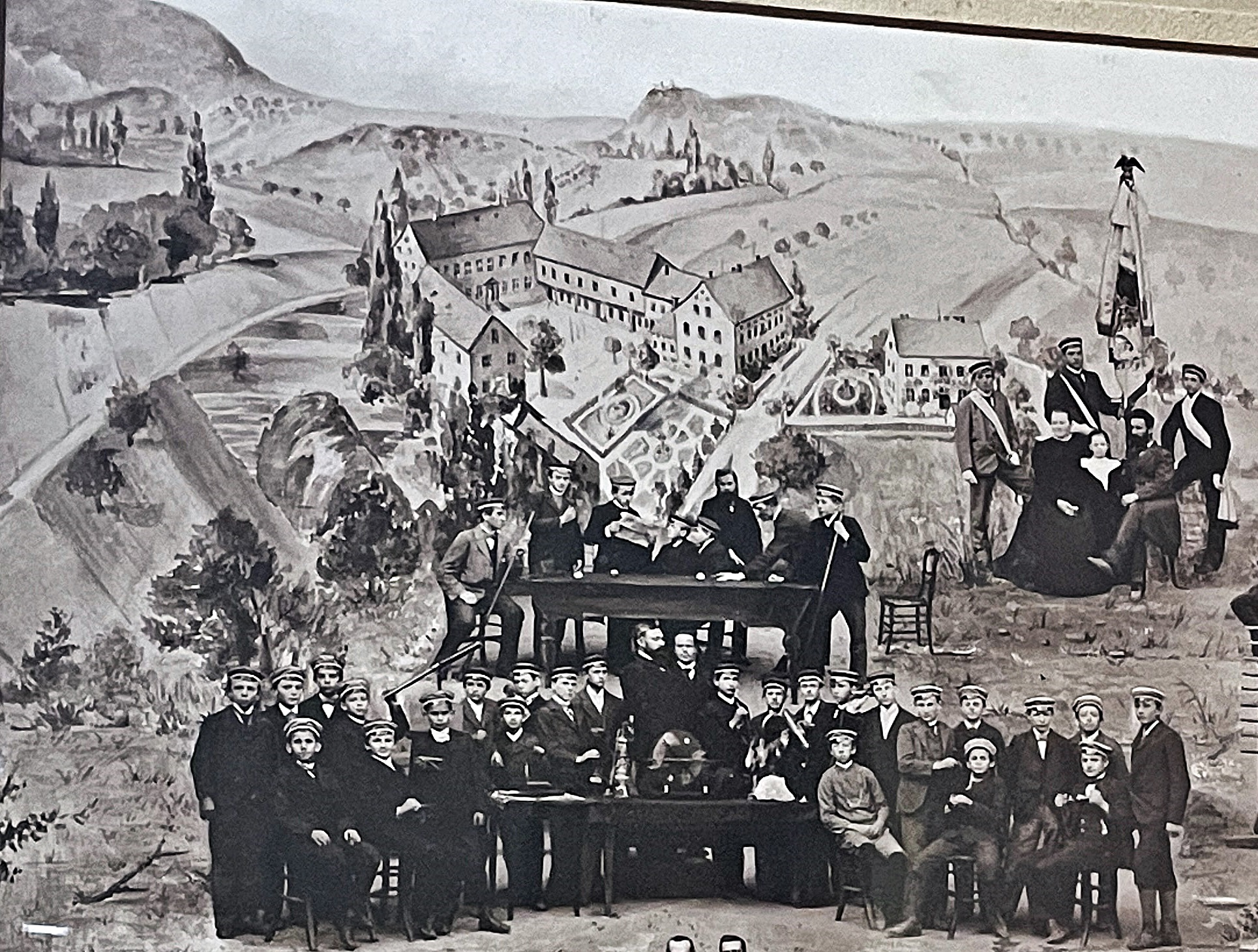
Schulbild Gymnasium Weierhof, 1899 (Ausschnitt), mit damaligen Schulgebäuden

- Paul Münch (1879–1951), Lehrer und Mundartdichter, war Schüler am Weierhof.
- Alfons Zeileis (1887–1963), Maler und Kunstpädagoge, Lehrer am Weierhof von 1916 bis 1919
- Friedrich Düpmann (1908–1992), Keramiker, Lehrer für Bildende Kunst und Werken.[6]
- Adolf Metzner (1910–1978), Leichtathlet, Olympiateilnehmer (1932 und 1936) und Mediziner, war Schüler am Weierhof.
- Horst Penner (1910–2002), Historiker, Schulleiter am Nordpfalzgymnasium in Kirchheimbolanden, Lehrer am Weierhof von 1967 bis 1977.
- Georg Lind (1947–2021), Psychologe, war Schüler am Weierhof.
- Frank Nimsgern (* 1969), Musiker und Komponist, Musikproduzent, künstlerischer Leiter und Dozent, war Schüler am Weierhof
- Fred Jung (* 1970), Firmengründer des Anlagebauunternehmens Juwi für erneuerbare Energiequellen, war Schüler auf dem Weierhof
- Frank Rüttger (* 1971), Politiker, war Schüler am Weierhof.
- Sven Günther (* 1978), Althistoriker, war Schüler am Weierhof.
- Max Roser (* 1983), Ökonom, war Schüler am Weierhof.
- Damian Lohr (* 1993), Politiker (AfD), war Schüler am Weierhof.[7]

## Denkmalschutz
Das Gymnasium Weierhof ist als Denkmalzone ein Kulturdenkmal nach dem rheinland-pfälzischen Denkmalschutzgesetz.